# 航双路站
航双路站是天津地铁4号线的地铁站，位于中华人民共和国天津市东丽区津滨大道与航双路交叉口东侧，于2021年12月28日开通。

## 车站结构
航双路站位于津滨大道与航双路交叉口东侧，沿津滨大道路南设置，呈东西走向，为地下两层岛式站台车站，车站长190.4米，宽20.7米，车站地下一层为站厅层，地下二层为站台层，站台设置全高站台门。
| 地面              | 出入口 | A、B、C出入口                                                                                                 |
| 地下一层          | 站厅   | 客服中心、自动售票机、验票机                                                                                  |
| 地下二层          | 站台   | \| \| \| █ 4号线往东南角（跃进北路） \| \| 島式 · 開左邊车门 \| \| \| \| \| \| █ 4号线往新兴村（民航大学） \| |
|                   |        | █ 4号线往东南角（跃进北路）                                                                                   |
| 島式 · 開左邊车门 |        | |
|                   |        | █ 4号线往新兴村（民航大学）                                                                                   |

## 车站出口
航双路站共设3个出入口，各出口及周围设施如下所示：
|                                      |      |          |                                  |
| 出口编号                             | 照片 | 地点     | 可到达目的地                     |
| 出口 · A · 扶手电梯标志              |      | 津滨大道 | 天津邮区中心局，天津邮政物流中心 |
| 出口 · B · 升降机标志 · 扶手电梯标志 |      | 航双路   | 东丽临空经济区空港国际总部基地   |
| 出口 · C · 升降机标志 · 扶手电梯标志 |      | 津滨大道 | 新立郊野公园                     |
| 註： 設有 \| 設有扶手電梯            |      |          |                                  |

## 换乘交通
| 公共汽车线路 \| 编号 \| 编号 \| 线路 \| 线路 \| 线路 \| 收费 \| 运营商 \| 备注 \| \| ---- \| ---- \| -------- \| ---- \| ------------------ \| ---- \| ---------- \| --------------- \| \| \| 371 \| 万新村南 \| ⇆ \| 军粮城示范镇公交站 \| 2元 \| 公交四公司 \| \| \| \| 666 \| 中心公园 \| ⇆ \| 民航大学公交站 \| 2元 \| 公交四公司 \| 合并原840路西段 \| |      |          |      |                    |      |            |                 |
| 编号 | 编号 | 线路     | 线路 | 线路               | 收费 | 运营商     | 备注            |
| | 371  | 万新村南 | ⇆    | 军粮城示范镇公交站 | 2元  | 公交四公司 |                 |
| | 666  | 中心公园 | ⇆    | 民航大学公交站     | 2元  | 公交四公司 | 合并原840路西段 |

| 编号 | 编号 | 线路     | 线路 | 线路               | 收费 | 运营商     | 备注            |
| ---- | ---- | -------- | ---- | ------------------ | ---- | ---------- | --------------- |
|      | 371  | 万新村南 | ⇆    | 军粮城示范镇公交站 | 2元  | 公交四公司 |                 |
|      | 666  | 中心公园 | ⇆    | 民航大学公交站     | 2元  | 公交四公司 | 合并原840路西段 |

## 车站历史
本站工程名为外环路站，正式站名为航双路站，以车站西侧的航双路命名。
- 2021年12月28日，车站随4号线南段通车开通[1]。
- 2022年6月25日，因站外市政施工，车站A出入口关闭[3]。
- 2023年4月21日，车站A出入口重新开放[4]。